# Крв (кратки филм)
„Крв” је југословенски кратки филм из 1969. године. Режирао га је Стјепан Заниновић који је написао и сценарио.

## Улоге
| Глумац                   | Улога |
| ------------------------ | ----- |
| Стојан Столе Аранђеловић |       |
| Душан Ђурић              |       |
| Дејан Ђуровић            |       |
| Љиљана Јовановић         |       |
| Миодраг Милановић        |       |
| Воја Мирић               |       |
| Душан Вујисић            |       |